# Hartmanice u Žimutic
Hartmanice (deutsch Hartmanitz) ist eine Gemeinde in Tschechien. Sie liegt zehn Kilometer westlich von Veselí nad Lužnicí in Südböhmen und gehört zum Okres České Budějovice.

## Geographie

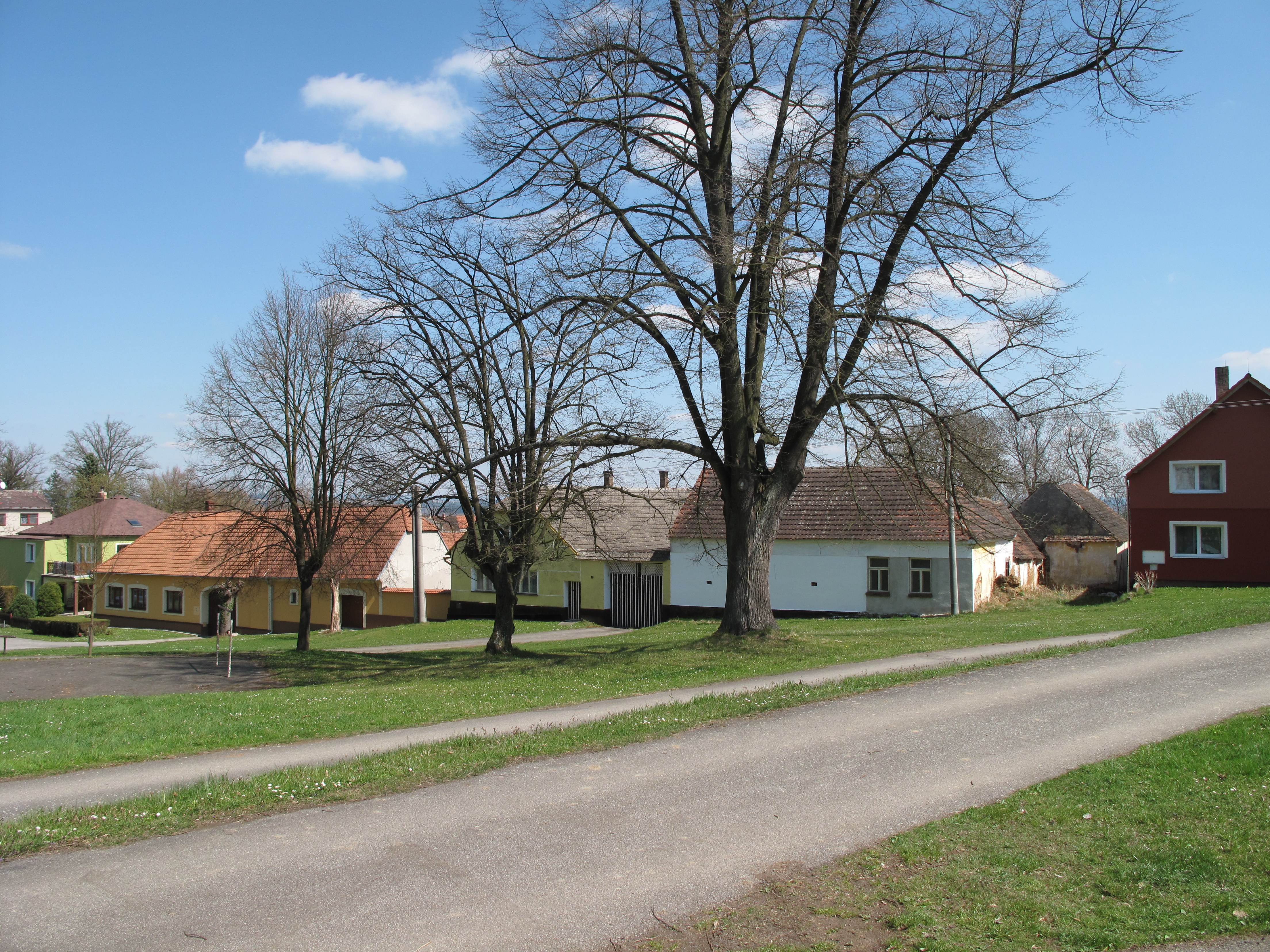
Dorfplatz in Hartmanice

Hartmanice befindet sich am Abfall der Lischauer Schwelle zum Wittingauer Becken. Das Dorf liegt am Nordosthang des Sobětický vrch (503 m) in der Quellmulde des Baches Stružka.
Nachbarorte sind Hodětín, Naděje und Komárov im Norden, Klečaty und Zálší im Nordosten, Mažice und Borkovice im Osten, Sviny und Sedlíkovice im Südosten, Horní Bukovsko und V Chalupách im Süden, Sobětice und Štipoklasy im Südwesten, Žimutice, Hrušov und Korákov im Westen sowie Korákovská Hájovna, Krakovčice, Záhoří und Březnice im Nordwesten.

## Geschichte
Die erste schriftliche Erwähnung des Ortes erfolgte 1219, als der Vladike Predich de Artmaniz (Předík z Hartmanic) in einer Schenkungsurkunde Ottokar I. Přemysls über das Dorf Bojenice an das Kloster Milevsko als Zeuge auftrat. Am ehemaligen Brunnen Šlojíř wurden beim Bau des neuen Wasserwerkes Keramik- und Gefäßreste aus dieser Zeit gefunden. Im Jahre 1354 wurde Hartmanice neben Zálší, Mažice, Klečaty, Skrbkov und Doubí unter den Dörfern der Pfarre St. Stephan in Horní Bukovsko aufgeführt. Nachdem die dortige Pfarre während der Hussitenkriege erlosch, gehörte Hartmanice zur Pfarrei Modrá Hůrka. Es wird angenommen, dass sich das Dorf im 15. Jahrhundert größtenteils im Besitz der Herren von Rosenberg befand, während Lipolt von Kraselov auf Žimutice seit 1414 einen kleinen Anteil bei Korákov hielt. Diesen Teil verkauften die Kraselovský später an den Besitzer der Herrschaft Týn nad Vltavou, Jan Čabelický von Soutice. Dessen gleichnamiger Enkel kaufte 1554 von Johann d. Ä. von Schwanberg den anderen Teil von Hartmanice und die Dörfer Doubí und Korákov hinzu. Nach Jan Čabelickýs Tod wurde die Herrschaft Týn nad Vltavou unter seinen vier Söhnen aufgeteilt. Karel Čabelický erhielt Žimutice und ließ die dortige Feste erneuern; von seinen Brüdern kaufte er Hartmanice und Korákov hinzu. 1623 wurde er wegen der Teilnahme am Ständeaufstand von 1618 mit dem Verlust seines Besitzes verurteilt, später erhielt sein Sohn Václav Čabelický diesen durch ein kaiserliches Dekret zurück. Václav Čabelický verkaufte Žimutice 1630 an Johann Philipp Cratz von Scharffenstein (Jan Filip Krac ze Šafrštejna). Nach dessen Hinrichtung fielen seine Güter der böhmischen Krone zu; 1642 erhielt Václav Čabelický die Herrschaft zurück. Am 2. Mai 1648 verkaufte er die durch den Dreißigjährigen Krieg verödete Herrschaft Žimutice mit der Brauerei sowie den niedergebrannten und wüsten Dörfern Žimutice, Štipoklasy, Hartmanice, Krakovčice, Korákov und dem Hof Sobětice an Johann von Eckersdorf (Jan z Ekrštorfu). In der berní rula von 1654 sind für Hartmanice zwölf Bauern, davon fünf Altansässige aufgeführt. Am 5. September 1676 kaufte Johann Adolf I. von Schwarzenberg die Herrschaft von Johann von Eckersdorf und schloss sie an die Herrschaft Wittingau an. Im Jahre 1722 veranlasste der Besitzer von Zálší, Wenzel Ignaz Reichsgraf Wratislaw von Mitrowitz die Abtrennung der Filialkirche Horní Bukovsko von Modrá Hůrka und die Errichtung einer Pfarrei in Zálší, zu der auch Hartmanice fortan gehörte. Im Stabilen Kataster von 1828 sind für Hartmanice neben dem Gut Kohout noch zwei steinerne Häuser im Dorf ersichtlich, die Mehrzahl der Häuser waren Holzbauten. Im Jahre 1840 bestand Hartmanitz aus 30 Häusern mit 280 Einwohnern. Pfarrort war Zalschy. In dieser Zeit begann die Errichtung schmuckvoller steinerner Höfe im Bauernbarockstil. Bis zur Mitte des 19. Jahrhunderts blieb das Dorf immer dem an die Herrschaft Wittingau angeschlossenen Gut Bzy untertänig.
Nach der Aufhebung der Patrimonialherrschaften bildete Hartmanice/Hartmanitz ab 1850 mit den Ortsteilen Dubové Mlýny/Eichmühl und Sobětice/Sobietitz eine Gemeinde in der Bezirkshauptmannschaft und dem Gerichtsbezirk Týn nad Vltavou/Moldauthein. In dieser Zeit begann die Errichtung schmuckvoller steinerner Höfe im Bauernbarockstil. Sobětice und Dubové Mlýny lösten sich 1888 los und bildeten die Gemeinde Sobětice. 1910 lebten in Hartmanice 284 tschechischsprachige Einwohner. Nach der Aufhebung des Okres Týn nad Vltavou wurde die Gemeinde 1961 dem Okres České Budějovice zugeordnet und am 14. Juni 1964 nach Žimutice eingemeindet. Hartmanice löste sich nach einem Referendum zum 24. November 1990 wieder von Žimutice los.

## Gemeindegliederung
Für die Gemeinde Hartmanice sind keine Ortsteile ausgewiesen.

## Bevölkerungsentwicklung
| Jahr      | 1869 | 1880 | 1890 | 1900 | 1910 | 1921 | 1930 | 1950 | 1961 | 1970 | 1980 | 1991 | 2001 | 2011 | 2021 |
| --------- | ---- | ---- | ---- | ---- | ---- | ---- | ---- | ---- | ---- | ---- | ---- | ---- | ---- | ---- | ---- |
| Einwohner | 298  | 326  | 281  | 264  | 284  | 289  | 277  | 202  | 217  | 184  | 186  | 167  | 185  | 173  | 178  |

## Sehenswürdigkeiten
- Kapelle auf dem Dorfplatz
- Gehöfte im Blatastil des südböhmischen Bauernbarock